# Bactrocera rubigina
Bactrocera rubigina
 es una especie de insecto díptero que Wang y Zhao describieron científicamente por primera vez en 1989. Esta especie pertenece al género Bactrocera de la familia Tephritidae. 